# Graffiti on the Train
Graffiti on the Train è l'ottavo album discografico in studio del gruppo musicale alternative rock gallese Stereophonics, pubblicato nel marzo 2013.

## Tracce
Testi di Kelly Jones.
1. We Share the Same Sun – 3:44
2. Graffiti on the Train – 5:03
3. Indian Summer – 4:27
4. Take Me – 3:51
5. Catacomb – 3:14
6. Roll the Dice – 4:04
7. Violins and Tambourines – 5:00
8. Been Caught Cheating – 4:21
9. In a Moment – 5:20
10. No-one's Perfect – 4:00

## Gruppo
- Kelly Jones - voce, chitarra, tastiere
- Richard Jones - basso
- Adam Zindani - chitarra, cori
- Javier Weyler - batteria

## Classifiche
- Official Albums Chart - n. 3[1]